# Annite
La annite è un minerale appartenente al gruppo delle miche.